# 21 ذو الحجة
- السبت
- الأحد
- الاثنين
- الثلاثاء
- الأربعاء
- الخميس
- الجمعة

- 2624 مايو 2025
- 2725 مايو 2025
- 2826 مايو 2025
- 2927 مايو 2025
- 128 مايو 2025
- 229 مايو 2025
- 330 مايو 2025
- 431 مايو 2025
- 51 يونيو 2025
- 62 يونيو 2025
- 73 يونيو 2025
- 84 يونيو 2025
- 95 يونيو 2025
- 106 يونيو 2025
- 117 يونيو 2025
- 128 يونيو 2025
- 139 يونيو 2025
- 1410 يونيو 2025
- 1511 يونيو 2025
- 1612 يونيو 2025
- 1713 يونيو 2025
- 1814 يونيو 2025
- 1915 يونيو 2025
- 2016 يونيو 2025
- 2117 يونيو 2025
- 2218 يونيو 2025
- 2319 يونيو 2025
- 2420 يونيو 2025
- 2521 يونيو 2025
- 2622 يونيو 2025
- 2723 يونيو 2025
- 2824 يونيو 2025
- 2925 يونيو 2025
- 126 يونيو 2025
- 227 يونيو 2025

21 ذو الحجَّة أو 21 ذو الحجَّة الحرام أو يوم 21 \ 12 (اليوم الحادي والعُشرون من الشهر الثاني عشر) هو اليوم السادس والأربعون بعد الثلاثمائة (346) من أيَّام السنة (أو السابع والأربعون بعد الثلاثمائة لو كان شهر رمضان مُتممًا لليوم الثلاثين أو الثامن والأربعون بعد الثلاثمائة لو أتم كلًا من صفر وربيع الآخر وجمادى الآخرة وشعبان ورمضان ثلاثين يومًا) وفق التقويم الهجري القمري (العربي). يبقى بعده 8 أو 9 أيَّام لانتهاء السنة.

## أحداث
- 798هـ - الدولة العثمانية بقيادة بايزيد الأول تحقق انتصارًا كبيرًا على الجيوش الصليبية في أوروبا، التي كان يقودها ملك المجر "سيغيسموند"، وبلغ قوامها 130 ألف جندي من خيرة مقاتلي أوروبا، في معركة نيقوبولس، وتمكن العثمانيون من قتل 100 ألف جندي صليبي في هذه المعركة بالقرب من نهر الطونة، وأسر حوالي 10 آلاف آخرين.
- 978هـ - التتار يحرقون موسكو بعد استيلائهم عليها.
- 1286هـ - إنشاء دار الكتب والوثائق القومية في القاهرة.
- 1359هـ - القوات البريطانية تهاجم مستعمرة إرتريا الإيطالية وذلك في الحرب العالمية الثانية.
- 1371هـ - ترشيح محمد عبد الخالق حسونة لأمانة جامعة الدول العربية خلفًا لعبد الرحمن عزام المستقيل.
- 1382هـ - الكويت تنضم للأمم المتحدة لتصبح العضو رقم 111 في المنظمة الدولية.
- 1383هـ - عبد الرزاق السنهوري يكتب ثاني دستور للعراق.
- 1387هـ - الرئيس الإندونيسي سوهارتو يتولى الحكم في إندونيسيا بعد إزاحة الرئيس أحمد سوكارنو.
- 1396هـ - تأسيس مؤسسة الكويت للتقدم العلمي.
- 1400هـ - تسريح الرئيس الجزائري السابق أحمد بن بلة من الإقامة الجبرية التي فرضت عليه منذ الانقلاب العسكري الذي قام به هواري بومدين.
- 1425هـ - مقتل 15 بريطانيًّا في هجوم على طائرة نقل عسكرية بريطانية من طراز "سي 130"، تبناه الجناح العسكري لجماعة كتائب ثورة العشرين.
- 1426هـ - وقوع هزتين أرضيتين في أندونيسيا، الأولى قدرت بقوة 5.1 على مقياس ريختر، والثانية بلغت قوتها 5.0 على مقياس ريختر.
- 1430هـ - مجلس الأمة الكويتي يناقش الاستجواب المقدم من النائب فيصل المسلم بحق رئيس مجلس الوزراء الشيخ ناصر المحمد الأحمد الصباح، وهي المرة الأولى في الكويت يستجوب بها رئيس الحكومة، وقد انتهى الاستجواب بتقديم طلب من 10 نواب بعدم التعاون مع رئيس الحكومة.
- 1433هـ - تعيين الأمير محمد بن نايف بن عبد العزيز آل سعود وزيرًا للداخلية في السعودية خلفًا للأمير أحمد بن عبد العزيز آل سعود.
- 1441هـ - رئيس الحكومة اللُبنانيَّة حسَّان دياب يُعلن استقالة حُكُومته على خلفيَّة انفجار مرفأ بيروت قبل نحو أُسبوع وعلى وقع مُظاهرات عنيفة تُطالب بِمُعاقبة المسؤولين.

## مواليد
- 1331هـ - سعيد أبو بكر، ممثل مصري.
- 1341هـ - شنودة الثالث، بابا وبطريرك الكنيسة القبطية الأرثوذكسية.
- 1348هـ - زينات علوي، راقصة شرقية وممثلة مصرية.
- 1353هـ - محمود عباس، رئيس السلطة الوطنية الفلسطينية.
- 1354هـ - عزيز موهوب، ممثل مغربي.
- 1365هـ - فيصل الحجي بوخضور، سفير ووزير كويتي.
- 1383هـ - هندية، ممثلة مصرية.
- 1384هـ -
  - سماح أنور، ممثلة مصرية.
  - خالد عبد الرحمن، مغني سعودي.
- 1386هـ - حميد ستيلي، لاعب ومدرب كرة قدم إيراني.
- 1389هـ - كارولين خليل، ممثلة وفنانة تشكيلية مصرية.
- 1390هـ - خالد العجيرب، ممثل كويتي.
- 1397هـ -
  - حمود ناصر، مغني كويتي.
  - مانيا نبواني، ممثلة سورية.
- 1403هـ - هادي الشيباني، مقدم برامج يوتيوب سعودي.
- 1405هـ - علي إشفاق، لاعب كرة قدم مالديفي.
- 1406هـ - كولن كاظم ريتشاردز، لاعب كرة قدم تركي.
- 1411هـ - فيصل درويش، لاعب كرة قدم سعودي.

## وفيات
- 1270 هـ - حسين الدجاني، فقيه حنفي ولغوي وشاعر عثماني فلسطيني.
- 1363 هـ - محمد علي آزاد كابلي، شاعر وكاتب ودبلوماسي أفغاني.
- 1365 هـ - عبد الرحمن بن زيدان، مؤرخ مغربي.
- 1377 هـ - إبراهيم الواعظ، محامي وحقوقي وسياسي عراقي.
- 1426 هـ - إبراهيم روجوفا، رئيس إقليم كوسوفو.

## وصلات خارجية
- موقع قصة الإسلام: حدث في شهر ذو الحجَّة.